# Rawlins
Rawlins és la ciutat i seu del Comtat de Carbon (Wyoming) dels Estats Units d'Amèrica.

## Demografia
Segons el cens dels Estats Units del 2000 Rawlins tenia 8.538 habitants, tenia 8.538 habitants, 3.320 habitatges, i 2.237 famílies. La densitat de població era de 445,5 habitants/km².
Dels 3.320 habitatges en un 33,9% hi vivien nens de menys de 18 anys, en un 52,6% hi vivien parelles casades, en un 10,5% dones solteres, i en un 32,6% no eren unitats familiars. En el 26,9% dels habitatges hi vivien persones soles el 8,6% de les quals corresponia a persones de 65 anys o més que vivien soles. El nombre mitjà de persones vivint en cada habitatge era de 2,45 i el nombre mitjà de persones que vivien en cada família era de 2,97.
Per edats la població es repartia de la següent manera: un 26% tenia menys de 18 anys, un 10,1% entre 18 i 24, un 29,4% entre 25 i 44, un 24,2% de 45 a 60 i un 10,3% 65 anys o més.
L'edat mediana era de 36 anys. Per cada 100 dones de 18 o més anys hi havia 112,8 homes.
La renda mediana per habitatge era de 36.600 $ i la renda mediana per família de 42.137 $. Els homes tenien una renda mediana de 33.179 $ mentre que les dones 22.580 $. La renda per capita de la població era de 17.887 $. Entorn del 10,4% de les famílies i el 13,7% de la població estaven per davall del llindar de pobresa.

## Poblacions properes
El següent diagrama mostra les poblacions més properes.